# Canthidium gigas
Canthidium gigas är en skalbaggsart som beskrevs av Vladimir Balthasar 1939. Canthidium gigas ingår i släktet Canthidium och familjen bladhorningar. Inga underarter finns listade.